# Iglesia de Santa María (Detroit)
La Iglesia de la Inmaculada Concepción de la Santísima Virgen María se encuentra en la tercera parroquia católica más antigua de Detroit, Míchigan. Fue diseñada por el alemán Peter Dederichs y construida para la antigua parroquia étnica alemana del siglo XIX. Está ubicada en 646 Monroe Street en lo que ahora se considera el corazón del Distrito Histórico de Greektown en el Downtown. A menudo se la llama "Vieja Iglesia de Santa María" para evitar confusiones con las parroquias del mismo nombre en el vecindario Redford de Detroit, o en las cercanas Royal Oak, Monroe o Wayne.
La antigua iglesia fue construida en 1841. La escuela, de 1868, fue el primero de los nuevos edificios del complejo actual. La rectoría (1876); la nueva iglesia (1884-1885) y el convento, terminado en 1922, constituían el resto. El convento fue demolido a principios de la década de 2000 y reemplazado por un centro comunitario diseñado para parecerse al edificio de la iglesia de 1841.
Es atendida por los padres del Espíritu Santo desde 1893. Anteriormente fue administrada por los franciscanos (1872–1893) y los redentoristas (1847–1872).

## Historia

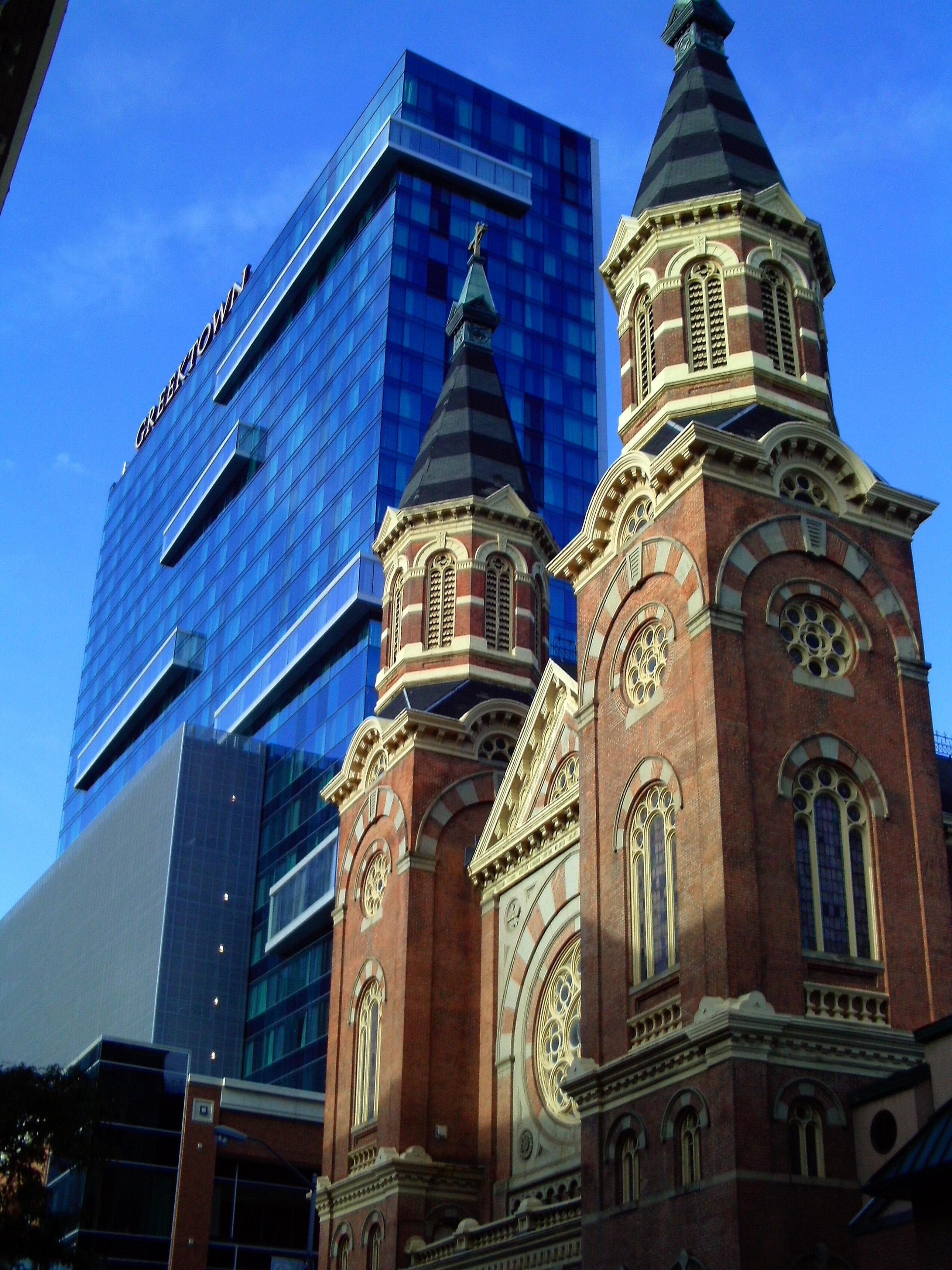
Iglesia de Santa María en Greektown, Detroit.

La parroquia fue fundada en 1834 por el padre Martin Kundig para servir a los inmigrantes católicos de habla alemana que se establecieron en esta parte de la ciudad. La primera iglesia fue construida en 1841 en este sitio en un terreno vendido al obispo Peter Paul LeFevere por un dólar por Antoine y Monica Beaubien, dos de los primeros colonos franceses étnicos de la zona. Los materiales para la iglesia cuestan 239 dólares adicionales. Los Beaubiens también donaron cuatro campanas para la nueva iglesia.
La piedra angular de la estructura actual se colocó en 1884 y se completó en 1885. Su arquitecto nacido y formado en Alemania, Peter Dederichs, era un feligrés de la Iglesia; también diseñó la cercana Iglesia del Sagrado Corazón.
A principios del siglo XX, el padre Joseph Wuest hizo construir tres grutas en la parte trasera de la iglesia. Uno es el Baptisterio en el lado de la Epístola del edificio. Representa la escena descrita en los Evangelios Canónicos del Bautismo de Jesús. Junto al Baptisterio hay una réplica del Santuario de Lourdes. Dentro de esta gruta hay un altar donde se celebra la misa semanal. Los miembros mayores de la iglesia dicen que el padre Wuest recogió las rocas que usó en la construcción durante un viaje a Lourdes, Francia. En el lado opuesto de la iglesia está la tercera gruta, que representa la escena en el Huerto de Getsemaní la noche anterior a la crucifixión de Jesús.
John A. Lemke, nacido en Detroit el 10 de febrero de 1866, hijo de inmigrantes polacos de la Polonia prusiana, fue bautizado en St. Mary's el 18 de febrero de 1866. Después de graduarse de la Universidad de Detroit Misericordia y estudiar en el Seminario de St. Mary en Baltimore, Maryland, en 1889 regresó a Detroit y fue el primer sacerdote católico nativo de ascendencia polaca en ser ordenado en los Estados Unidos. Murió de enfermedad en 1890.
La escuela de St. Mary se abrió en 1844 con maestros laicos. Los Hermanos Cristianos comenzaron a enseñar a estudiantes varones de último año en 1852, y las Hermanas de la Escuela de Notre Dame asumieron la responsabilidad de enseñar a las niñas y los niños más pequeños. El edificio fue reemplazado en 1855 y el edificio actual, diseñado por Pius Daubner, fue erigido en 1868. La escuela funcionó hasta 1966.
La iglesia, la escuela y la rectoría fueron catalogadas como Sitios Históricos de Míchigan en 1979 y se erigieron marcadores en los tres.

## Arquitectura
La iglesia es de ladrillo rojo en estilo neorrománico, con toques venecianos. La fachada occidental está dominada por torres gemelas que enmarcan un gran rosetón. El neorrománico veneciano también se utilizó para la rectoría y el antiguo convento. La iglesia mide 54 m de largo. La nave tiene 24 m de ancho y alcanza una altura de 27 m.
Una característica sorprendente del interior de la iglesia son las diez columnas de granito pulido que dividen los pasillos principal y lateral. Cada una está cortada en una sola pieza. Originalmente estaban destinados al Capitolio del Estado de Míchigan que se estaba construyendo en Lansing. Por razones desconocidas, no se usaron en ese inmueble. La iglesia las compró por 4,625 dólares, lo que elevó el costo total de construcción a 81.210 dólares.